# Michael Jackson: The Ultimate Collection
Michael Jackson: The Ultimate Collection (с англ. — «Майкл Джексон: Лучшая коллекция») — альбом-сборник американского певца Майкла Джексона, состоящий из 4-х CD и одного DVD. Издан в 2004 году.

## Информация о бокс-сете
Большинство музыкальных треков было выбрано из последних в карьере Джексона, а частично из пяти главных альбомов: Off the Wall, Thriller, Bad, Dangerous и HIStory. Сборник также содержал 8 невыпущенных песен, включая «Beautiful Girl», «The Way You Love Me» и «We’ve Had Enough», все написанные Майклом. Песня «We’ve Had Enough» была написана Джексоном в критику войне в Ираке.

## Список композиций
The Jackson Five занимают 1-3 и 7 (первый диск). The Jacksons занимают 8, 11-12, 18-19 (первый диск) и восьмой трек (второй диск).
Треки, помеченные звёздочкой (*) были ранее невыпущенными.
Первый диск
1. «I Want You Back» (3:00)
2. «ABC» (2:58)
3. «I'll Be There» (3:58)
4. «Got to Be There» (3:23) (1971)
5. «I Wanna Be Where You Are» (2:57) (1971)
6. «Ben» (2:45) (1972)
7. «Dancing Machine» (Сингл) (2:37)
8. «Enjoy Yourself» (3:40)
9. «Ease on Down the Road» (Дуэт с Дайаной Росс) (3:19)
10. «You Can’t Win» (из «Виза») (7:18)
11. «Shake a Body» (Раннее демо) (2:09)*
12. «Shake Your Body (Down to the Ground)» (Сингл) (3:44)
13. «Don't Stop 'til You Get Enough» (6:04)
14. «Rock with You» (3:39)
15. «Off the Wall» (4:06)
16. «She’s Out of My Life» (3:38)
17. «Sunset Driver» (Демо) (4:03)*
18. «Lovely One» (4:50)
19. «This Place Hotel (a.k.a. Heartbreak Hotel)» (5:44)

Второй диск
1. «Wanna Be Startin' Somethin'» (6:03) (1982)
2. «The Girl Is Mine» (Дуэт с Полом Маккартни) (3:42) (1982)
3. «Thriller» (5:58) (1982)
4. «Beat It» (4:18) (1982)
5. «Billie Jean» (4:53) (1982)
6. «P.Y.T. (Pretty Young Thing)» (Демо) (3:46) (1982)*
7. «Someone in the Dark» (4:54)
8. «State of Shock» (Дуэт с Миком Джаггером) (4:30)
9. «Scared of the Moon» (Демо) (4:41)*
10. «We Are the World» (Демо) (5:20)*
11. «We Are Here to Change the World» (из Капитана Ио) (2:53)*

Третий диск
1. «Bad» (4:07) (1987)
2. «The Way You Make Me Feel» (4:58) (1987)
3. «Man in the Mirror» (5:19) (1987)
4. «I Just Can't Stop Loving You» (Дуэт с Саидой Гарретт) (4:13) (1987)
5. «Dirty Diana» (4:41) (1987)
6. «Smooth Criminal» (4:17) (1987)
7. «Cheater» (Демо) (5:09)*
8. «Dangerous» (Ранняя версия) (6:40)*
9. «Monkey Business» (5:45)*
10. «Jam» (5:39)
11. «Remember the Time» (4:00)
12. «Black or White» (4:16)
13. «Who Is It» (IHS Mix) (7:57)
14. «Someone Put Your Hand Out» (5:26)

Четвёртый диск
1. «You Are Not Alone» (6:01)
2. «Stranger in Moscow» (5:45)
3. «Childhood (из „Освободите Вилли 2: Новое приключение“)» (4:28)
4. «On the Line» (из Get on the Bus) (4:53)
5. «Blood on the Dance Floor» (4:12)
6. «Fall Again» (Демо) (4:22)*
7. «In the Back» (4:31)*
8. «Unbreakable» (6:26)
9. «You Rock My World» (5:09)
10. «Butterflies» (4:39)
11. «Beautiful Girl» (Демо) (4:03)*
12. «The Way You Love Me» (4:30)*
13. «We’ve Had Enough» (5:45)*

DVD
1. «Jam»
2. «Wanna Be Startin' Somethin'» (1982)
3. «Human Nature» (1982)
4. «Smooth Criminal» (1987)
5. «I Just Can't Stop Loving You» (1987)
6. «She’s Out of My Life»
7. «I Want You Back»/«The Love You Save»
8. «I’ll Be There»
9. «Thriller» (1982)
10. «Billie Jean» (1982)
11. «Workin' Day and Night»
12. «Beat It» (1982)
13. «Will You Be There»
14. «Black or White»
15. «Heal the World»
16. «Man in the Mirror» (1987)

### Limited японская версия
Японская дополненная версия (The Japanese limited edition) включает ещё 5 дополнительных треков: «Blame It on the Boogie», «Human Nature», «Another Part of Me», «Heal the World» и «One More Chance».

## Позиции в чартах
| Чарт (2004)                     | Позиция |
| ------------------------------- | ------- |
| Бельгия/Фландрия (Ultratop)     | 60      |
| Бельгия/Валлония (Ultratop)     | 25      |
| Дания (Hitlisten)               | 33      |
| Нидерланды (Album Top 100)      | 46      |
| Германия (Offizielle Top 100)   | 37      |
| Италия (Classifica album)       | 45      |
| Норвегия (VG-lista)             | 40      |
| Португалия (AFP)                | 6       |
| Испания (PROMUSICAE)            | 29      |
| Швеция (Sverigetopplistan)      | 31      |
| Швейцария (Schweizer Hitparade) | 33      |
| США (Billboard 200)             | 154     |

## Сертификация
| Регион                                                      | Сертификация | Продажи  |
| ----------------------------------------------------------- | ------------ | -------- |
| США (RIAA)                                                  | Платиновый   | 200 000^ |
| ^ Данные о тиражах приведены только на основе сертификации. |              |          |